# Georges Bruhat
Georges Bruhat (Besançon, 21 dicembre 1887 – Campo di concentramento di Sachsenhausen, 1º gennaio 1945) è stato un fisico francese.

## Biografia e carriera accademica
Bruhat studiò fisica dal 1906 al 1909 presso l'École normale supérieure (ENS) di Parigi sotto la guida di docenti quali Henri Abraham, Marcel Brillouin e Aimé Cotton, e alla Sorbona, dove ebbe tra i docenti Gabriel Lippmann e Edmond Bouty. Dopo aver conseguito la laurea in matematica e fisica, insegnò per un anno al ginnasio e successivamente divenne assistente presso l'ENS, il che gli consentì di preparare la sua tesi di dottorato in ottica, che discusse nel 1914 prima dell'inizio della Prima guerra mondiale.
Durante la guerra, fu coinvolto nello sviluppo di specchi acustici; questi studi gli valsero la Croix de Guerre. A partire dal 1919, divenne professore presso l'Università di Lille e poi, nel 1927, alla Facoltà delle scienze di Parigi, assegnato all'École normale supérieure. Nel 1935 assunse l'incarico di direttore ad interim e nel 1941/42 divenne direttore dell'École normale supérieure. Nel 1940 succedette a Eugène Bloch che era stato rimosso dall'incarico di professore dell'ENS a causa delle leggi antisemite emanate dal governo di Vichy. Nel 1944 fu arrestato dalla Gestapo per la sua riluttanza a collaborare nella localizzazione di uno studente membro della resistenza francese. Il 16 agosto 1944, fu deportato nel campo di concentramento di Buchenwald e morì il 1 gennaio 1945 a Sachsenhausen a causa di un'infezione polmonare.
Georges Bruhat si dedicò alla ricerca nel campo dell'ottica (occupandosi ad esempio di mezzi otticamente attivi, doppia rifrazione, dipendenze della lunghezza d'onda dell'assorbimento e dell'indice di rifrazione) ed era noto in Francia per il suo testi di fisica in quattro volumi (Cours de physique générale). Il volume sull'elettricità fu pubblicato nel 1924 (8ª edizione 1963), quello sulla termodinamica nel 1926 (6ª edizione 1968, rivisto da Alfred Kastler), il volume sull'ottica nel 1930 (6ª edizione 1965, rivisto sempre da Kastler) e quello sulla meccanica nel 1934 (6ª edizione, 1967). Una monografia sulla polarizzazione fu pubblicata nel 1930 (Traité de la Polarimétrie).
Fu il padre del matematico François Bruhat e della fisica Yvonne Choquet-Bruhat.
Il Premio dei Tre Fisici dell'École Normale Supérieure è stato intitolato in onore suo, di Henri Abraham e di Eugene Bloch, anch'essi morti nei campi di concentramento nazisti.

## Pubblicazioni
- Georges Bruhat; Cours de physique générale. L'opera comprende 4 volumi:
  - Électricité, Masson (8ª edizione 1963).
  - Thermodynamique, Masson (6ª edizione 1968).
  - Optique, Masson (6ª edizione 1965).
  - Mécanique, Masson (6ª edizione 1967).
- Traité de Polarimétrie, 1930.
- Le Soleil, 1931.
- Les Etoiles, 1939.